# Lars Henning Boman
Lars Henning Boman, född på 1720-talet, död troligen 1799, var en svensk porträtt- och stillebenmålare.

## Bakgrund
Boman uppges vara elev till Johan Pasch. Bland Bomans mer kända verk märks porträttet av Lovisa Ulrika Sparre samt stillebentavlorna med en papegoja och apa samt en med fiskar och en katt. Hans konst består förutom porträtt och stilleben av genreartade interiörer samt miniatyrmålningar och kopior efter andra mästare.

## Verk i urval

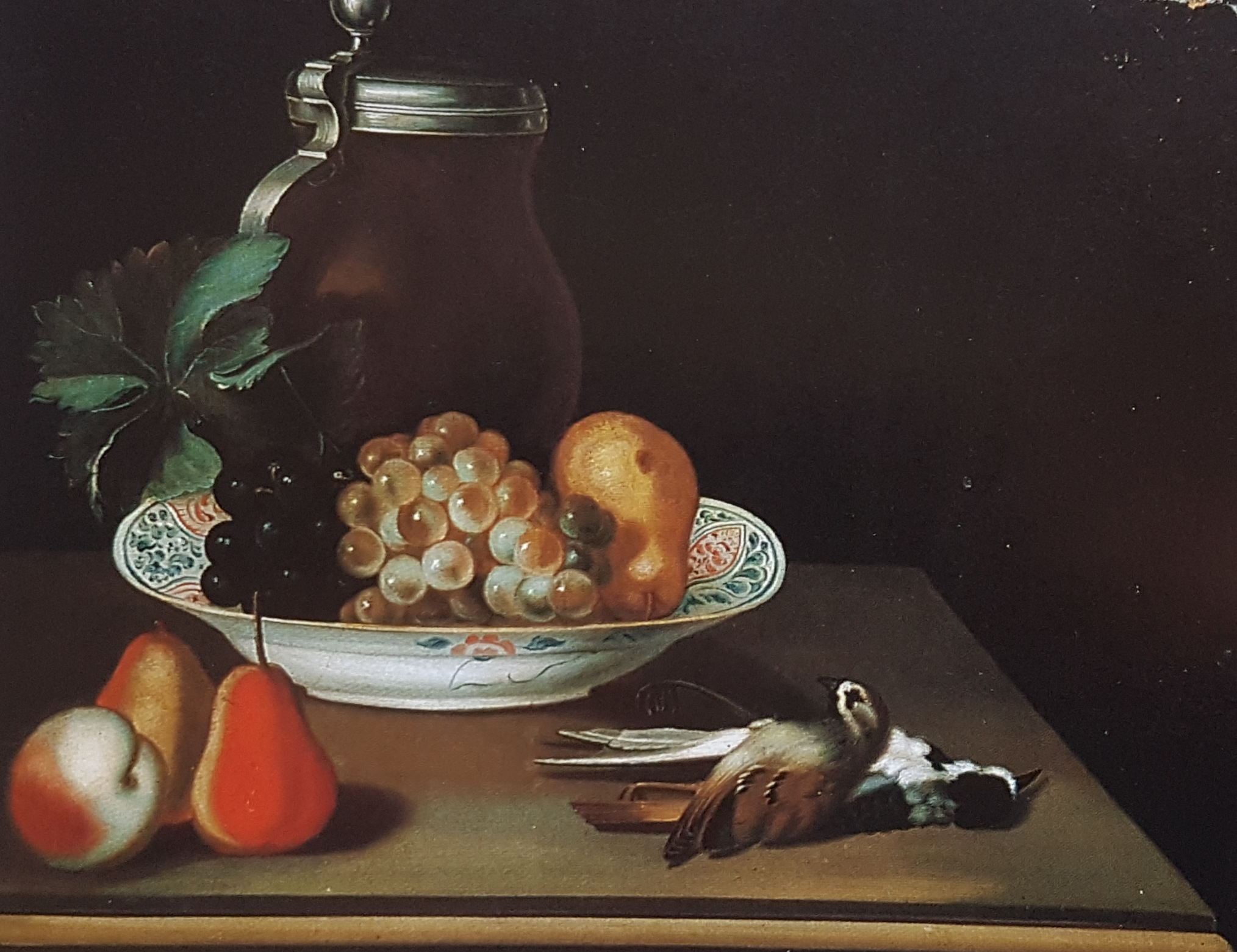
Stileben med krus, frukter och döda fåglar.
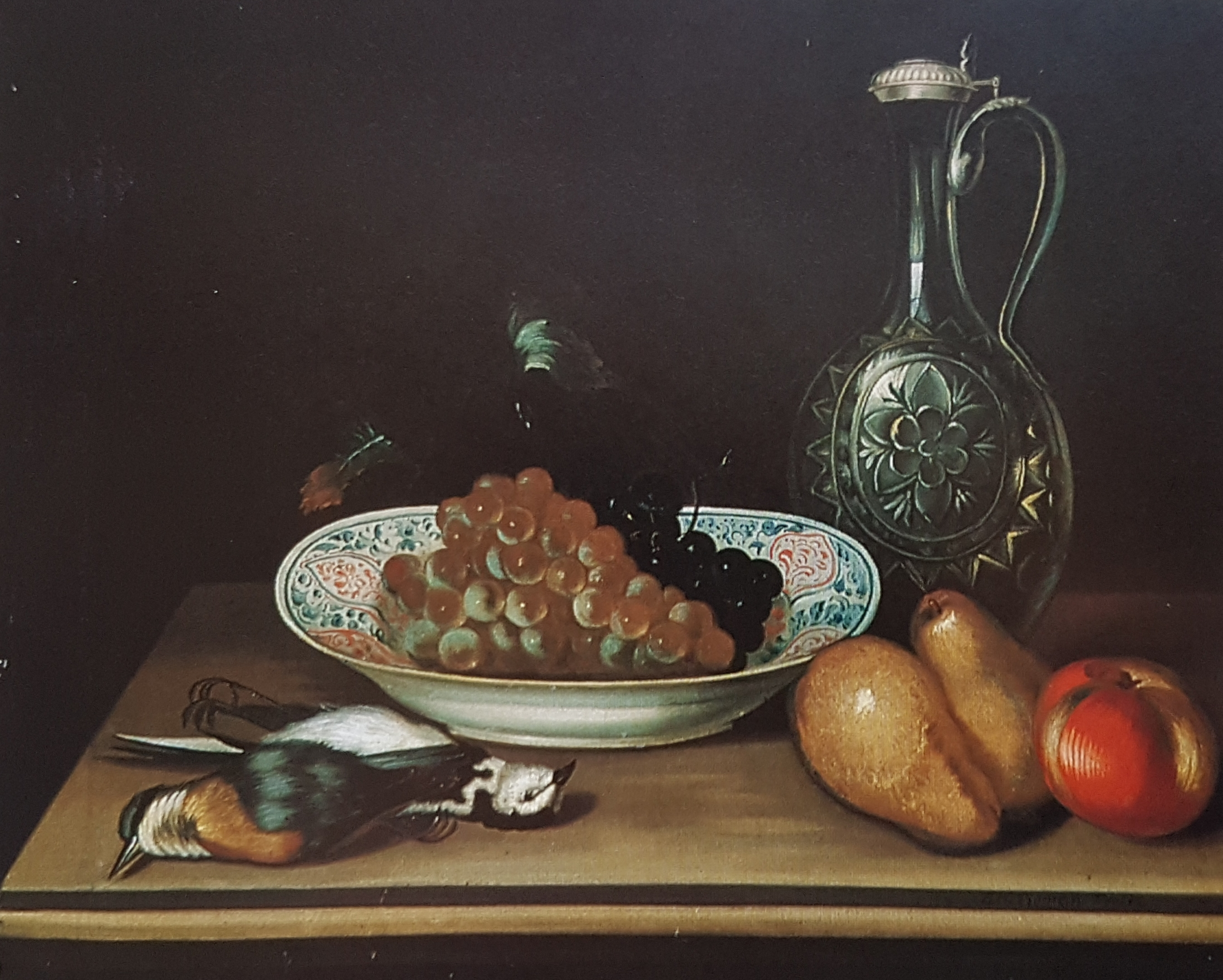
Stileben med karaff, frukter och döda fåglar.
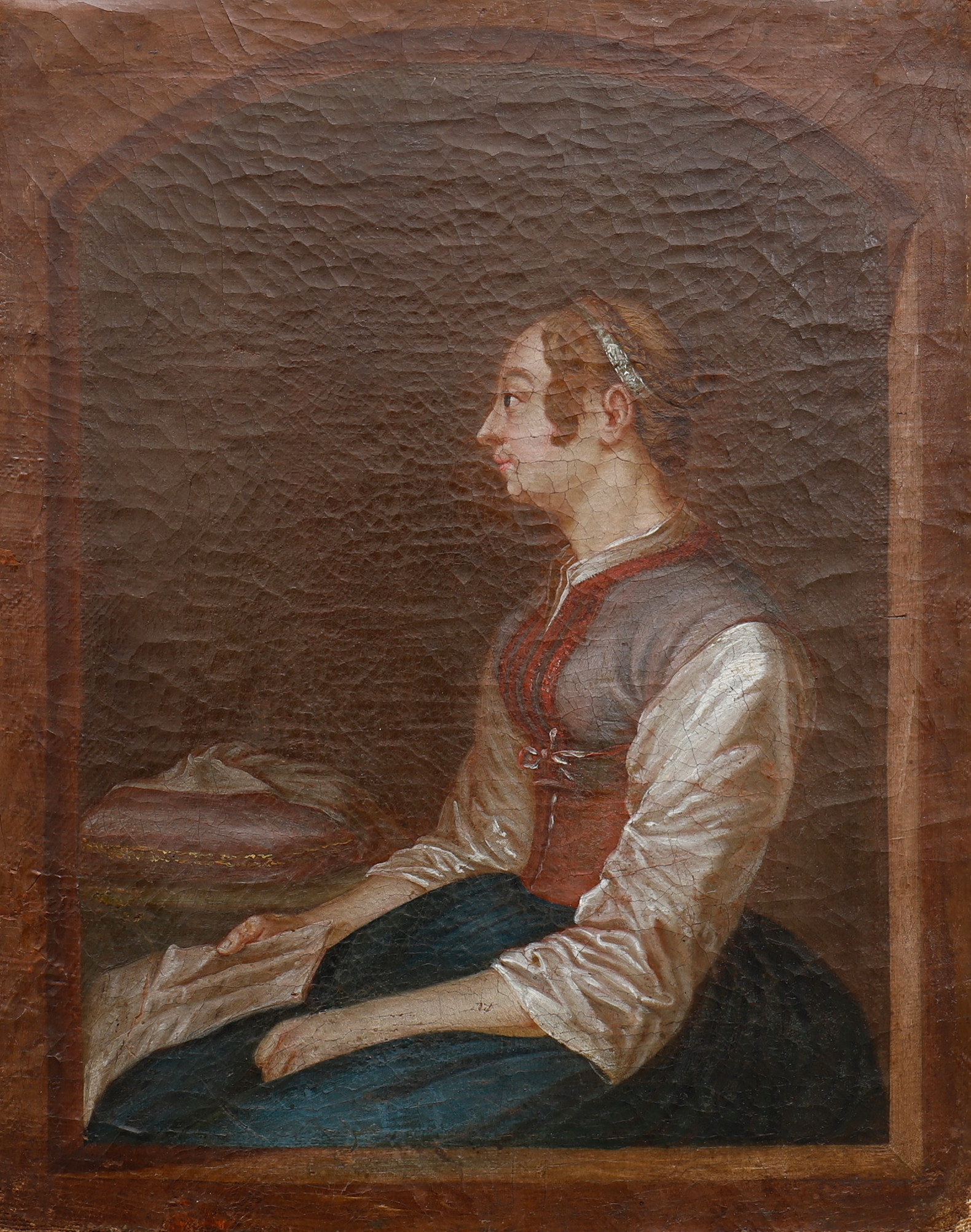
Porträtt av sittande kvinna, tillskriven Boman.